# Palaisioscaria serena
Palaisioscaria serena är en insektsart som beskrevs av Günther, K. 1938. Palaisioscaria serena ingår i släktet Palaisioscaria och familjen torngräshoppor. Inga underarter finns listade i Catalogue of Life.